# یواس‌اس ال‌سی‌آی (ال)-۷۶۰
یواس‌اس ال‌سی‌آی (ال)-۷۶۰ (به انگلیسی: USS LCI(L)-760) یک کشتی بود که طول آن ۱۵۸ فوت ۵٫۵ اینچ (۴۸٫۲۹۸ متر) بود. این کشتی در سال ۱۹۴۴ ساخته شد.